# Romano Nunes
 João Batista Nunes, conhecido como Romano Nunes ou Cabelo (Carlópolis, 1950 – Jacarezinho, 26 de fevereiro de 2015), foi um instrumentista, violonista e compositor brasileiro.
Nasceu e cresceu no interior do Paraná e mudou-se para a capital, Curitiba, em 1967, aos 17 anos de idade, iniciando a carreira na música regionalista, compondo e apresentando-se na dupla "Tatára e Cabelo". Com o tempo, tornou-se um músico e compositor eclético, com um repertório de vai desde a bossa nova, guarânias, modas de viola, até tangos e boleros, além do erudito e o popular.
Também atuou como diretor musical e arranjador em vários trabalhos de músicos brasileiros.

## Composições
- "Thomaz Alvarez"
- "O vôo do beija-flor"
- "Catedral de Jacarezinho"
- "Craviolando"
- "Fronteira"
- "Hermetiando"
- "Horizonte"
- "Michele"

## Discografia
- O vôo do beija-flor
- Águas do Futuro